# Измитский залив
Измитский залив (Исмитский залив, тур. Izmit körfezi) — узкий и длинный тектонический разлом, ныне заполненный водами Мраморного моря, в глубине которого расположен город Измит. Является частью береговой линии полуострова Малая Азия. Залив вытянут в широтном направлении, северный берег его составляет холмистый Вифинский полуостров, южный — гористый полуостров Боз и хребет Саманлы. У входа в залив на южном берегу расположен город Ялова, на северном — Гебзе.
В прошлом назывался Астакским заливом (Астакенским заливом, лат. Astacenus sinus, др.-греч. Ἀστακηνὸς κόλπος) по колонии Астак.

## История и современность

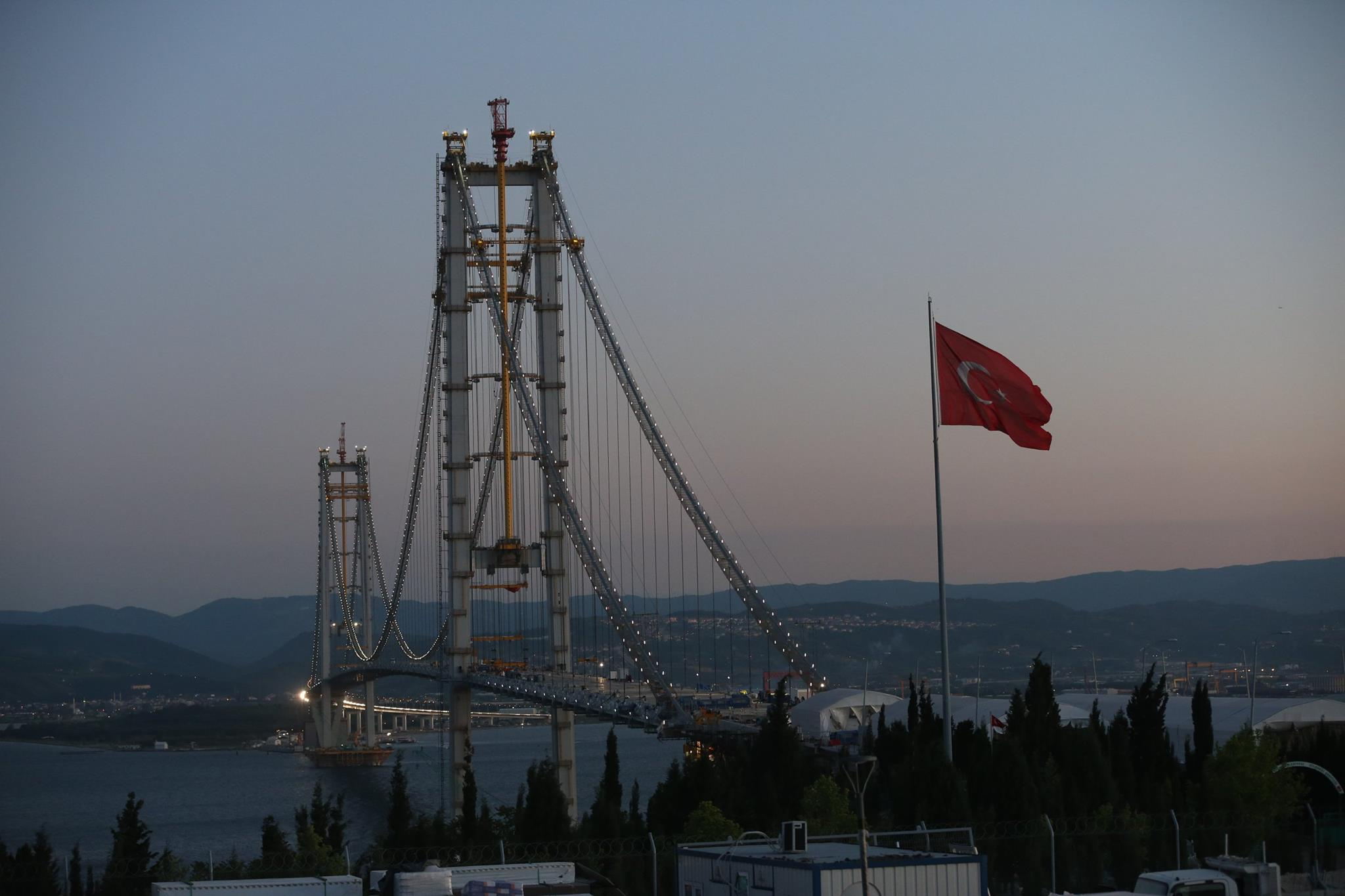
Мост Осман Гази над Измитским заливом

В средние века залив имел важное стратегическое значение, так как в глубине его располагалась важная византийская крепость Никомедия, а вдоль северного берега залива располагалась вереница важных приморских крепостей, защищавших подступы к Константинополю. За контроль над заливов долгую и упорную борьбу вели Византия, Венеция, Генуэзская республика, Латинская империя и турки-османы. После того как победой последних завершилась осада Никомедии в 1337 году, город, переименованный в Измит, и залив (Измитский) вошли в состав Османской империи, ныне в составе республики Турция. Длина залива составляет около 52 км, ширина у входа 6,1 км. Далее имеется два сужения, одно в районе мыса Диль (до 3,5 км), другое в районе города Гельджюк (до 1,25 км). В центральной части, перпендикулярно посёлку Карамюрсель, расположена самая широкая часть — до 10,5 км. Максимальная глубина до 183 м. Северный берег залива занимает пригородная курортная зона Стамбула (так называемая Анатолийская Ривьера). Измитский порт расположен в глубине залива. Сохраняется высокий уровень сейсмоопасности.
В 2016 году на заливом открыт подвесной мост Осман Гази.